# Povijest Slovačke
Povijest Slovačke je povijest prostora današnje Slovačke Republike i naroda Slovaka od prapovijesti do danas.

## Povijest Slovačke prije Slavena
Tragovi naseljavanja na području Slovačke potječu iz paleolitika.
U 5. stoljeće pr. Kr. Slovačku su naselili Kelti, potom Dačani, Jazigi i Kvadi. Germansko kraljevstvo koje je ujedinilo Kvade i Markomane, ali i manje Ose i Kotine pod vlašću Vaniusa, postojalo je od 8. pr. Kr. do 179. god. U 1. st. dolazi do prodora Rimljana koji su na Dunavu ustanovili više vojnih ispostava od kojih su dvije najveće bile Carnuntum i Brigetio. Laugaricio (današnji Trenčín) je bila zimski kamp gdje se II. legija borila u odlučujućoj bitci Markomanskih ratova protiv Germana Kvada 179. god.
Rimljane su potjerali Gepidi i Goti (u 3. st.), Huni i Langobardi (u 5. st.), te naposljetku Slaveni (u 6. st.). Slaveni brzo postaju brojčano najdominantniji etnički korpus i određuju povijesnu sudbinu Slovačkih prostora.

## Srednji vijek
U prvoj polovici 7. st. područje Slovačke se nalazi u sklopu prvog slavenskog saveza – Samove države. Potkraj 8. i početkom 9. st. jača utjecaj Franaka i zapadnog kršćanstva. 
Slovačka plemena je u prvoj polovici 9. stoljeću pod svojom vlašću ujedinio knez Pribina u kneževinu Nitru. On je (oko 828.) podigao i prvu kršćansku crkvu u Slovačkoj. Ubrzo Slovačka ulazi u sastav Mojmirove Velikomoravske države (833.). Primivši Ćirila i Metoda (863.) primili su staroslavensko pismo, a država se proširila pod kraljem Svatoplukom.
Slovačku pustoše Mađari na kraju 9. st., a već 907. god. teritorij Slovačke je u sastavu Ugarske (tzv. Gornja Ugarska).

## Mađarska dominacija
Nakon raspada Moravske države u 10. st., Mađari su postupno anektirali slovački teritorij, a zapadni dijelovi današnje Slovačke su postali dijelom Ugarske kneževine koja je oko 1000. god. postala Ugarsko kraljevstvo. Tako će ostati sve do 1918. god.
Etnički korpus ovog teritorija je postao još kompleksniji nakon doseljenja Karpatskih Nijemaca u 13. stoljeću, te Vlaha i Židova u 14. stoljeću.
Nakon provale Mongola (1241.) uslijedile su godine gladi u kojima je život izgubio veliki broj stanovnika. No, srednjovjekovna Slovačka je ostala poznatija po gradskim središtima u kojima su se gradili kameni dvorci i poticala se umjetnost.Tako je 1465., mađarski kralj Matijaš Korvin osnovao prvo sveučilište u Pozsonyju (znan i kao Pressburg, današnja Bratislava), no ubrzo je zatvorena nakon njegove smrti 1490. god.
Za husitskih ratova jača češki utjecaj, a sredinom 15. st. Jan Jiskra, zapovjednik taborićana, privremeno je ovladao većim dijelom zemlje.
Kada su Osmanlije zauzeli većinu Ugarske (ali i južnu Slovačku) i okupirali Budim, na početku 16. st., prijestolnica Ugarske se preselila u Pozsony (Bratislava) koji je ostao mađarskom prijestolnicom sve do 1536. god. Nakon Mohačke bitke (1526.) Slovačka je stradala u sukobima Ivana Zapolje i Ferdinanda Habsburškog, osobito u ruralnim područjima.
Nakon povlačenja Turaka iz Mađarske, krajem 17. stoljeća, važnost Slovačke u Ugarskoj je opadala, iako je Bratislava ostala glavnim gradom sve do 1848. god. kada se prijestolnica vraća u Budim.
Slovački narodni preporod i borba protiv mađarizacije jačaju sredinom 19. st. Vođe slovačkog pokreta su 1861. god. tražili ustroj autonomne slovačke pokrajine, s vlastitom upravom, sudstvom i školstvom. God. 1863. osniva se Matica slovačka. Odgovor Mađarske je bio donošenje odluke o političkoj nedjeljivosti Mađarske (1868.), tretirajući Slovake kao sastavni dio mađarskog etničkog korpusa. God. 1874. ukidaju se slovačke srednje škole, a godinu kasnije i Matica slovačka.
Mađarizacija je dosegla vrhunac Apponyijevim aktom (nazvan prema ministru obrazovanja grofu Albertu Apponyiju) čime je mađarski jezik bio obvezatan u osnovnim školama. Nezadovoljstvo je kulminiralo nakon tragedije u Černovu (ubojstvo 15 Slovaka pri posvećenju crkve u Černovu gdje je narod želio da posvećenje nove crkve izvrši patriotski političar i popularni svećenik Andrej Hlinka umjesto mađarskog svećenika). Netom prije I. svjetskog rata, slovačku neovisnost poticao je i nadvojvoda Franjo Ferdinand svojom idejom o federalizaciji Austro-Ugarske monarhije, uz pomoć slovačkog novinara i političara Milana Hodže, no ti planovi su napušteni nakon atentata u Sarajevu.

## Čehoslovačka Republika
Tijekom Prvog svjetskog rata Slovaci se zalažu za stvaranje samostalne države s Česima. Slovačko nacionalno vijeće izjasnilo se 30. listopada 1918. god. za čehoslovačku državu i prekid veza s Mađarima. Veoma brzo je nova država iznevjerila očekivanja Slovaka zbog češkog hegemonizma i bohemizacije. 
Već 1919. god. Slovačku je napala kratkotrajna Mađarska Sovjetska Republika i zauzela jednu trećinu Slovačke koju su prozvali Slovačka Sovjetska Republika (od 16. lipnja do 7. srpnja 1919.).
U razdoblju između dva rata, demokratska i napredna Čehoslovačka je bila pod stalnim pritiskom revanšističkih vlada Njemačke i Mađarske, sve dok je nisu podijelili Minhenskim sporazumom 1938. god.
Nakon njemačke okupacije Češke (1939.) ustrojena je zasebna slovačka država pod kontrolom Trećeg Reicha, dok je veliki dio slovačkog nacionalnog teritorija ustupljen Mađarskoj. Tu je veliku ulogu odigrao i katolički nadbiskup Jozef Tiso koji je postao vođa marionetske države. Većina židovske populacije je odvedena u koncentracijske logore, a antifašistički pokret je organizirao snažnu oružanu pobunu 1944. god. i uslijedio je gerilski rat protiv njemačke okupacije. 
Nakon sloma Njemačke u Drugom svjetskom ratu Slovaci su s Česima obnovili zajedničku državu, ustrojenu od dviju federativnih jedinica – Češke i Slovačke.

## Čehoslovačka Socijalistička Republika
Obnovom Čehoslovačke ponovno su otvoreni međunacionalni antagonizmi, a istodobno su komunističke vlasti zatirale demokratske slobode građanstva i progonile djelovanje Katoličke crkve. Jozef Tiso je obješen 1947. god. zbog suradnje s Nacistima. Više od 76,000 Mađara i 32,000 Nijemaca je prisiljeno da napuste Slovačku u seriji prisilnih preseljenja nakon Potsdamske konferencije. Ovaj izgon je i dan danas izvor razmirica između Slovačke i Mađarske.
Nakon državnog udara 1948. god. Slovačka je došla pod direktan utjecaj SSSR-a i priključila se Varšavskom savezu. Snage Varšavskog saveza su okupirale zemlju 1968. god. čime je završeno Praško proljeće koje je vodio Aleksandar Dubček. God. 1969. Čehoslovačka je postala federacija dvije republike: Češke Socijalističke Republike i Slovačke Socijalističke Rešublike.
Kad je 1989. god. pala komunistička vlast, nastupila je tzv. Baršunasta revolucija. God. 1991. država je preuređena u Čehoslovačku Republiku, a u srpnju 1992. god. premijer Vladimír Mečiar je donio odluku da su republički zakoni ispred federalnih. On je također, tijekom cijele jeseni s premijerom Češke republike, Vaclavom Klausom, dogovarao mirno razvrgavanje federacije (tzv. Baršunasti razvod). Od 1. siječnja 1993. god. Slovačka je postala neovisna država.

## Slovačka Republika
Slovačka je zadržala bliske odnose s Češkom, a obje zemlje su s Mađarskom i Poljskom pristupile Višegradskoj grupi. Predsjednik slovačke vlade od 1992. – 1998. (uz prekid tijekom 1994.) bio je Vladimir Mečiar, a predsjednik Republike do 1998. god. je Michal Kovač. God. 1998. za predjednika države izabran je Rudolf Schuster, a premijerom je imenovan Mikulaš Dzurinda. Slovačka je postala članicom NATO-a (29. ožujka) i EU (1. svibnja) od 2004. god., kada je za predsjednika izabran Ivan Gašparovič. Slovačka vlada je 13. siječnja 2016. odustala od usvajanja Nacionalnog akcijskog plana o LGBT ‘ravnopravnosti’.